# Leptogaster schaefferi
Leptogaster schaefferi là một loài ruồi trong họ Asilidae. Leptogaster schaefferi được Back miêu tả năm 1909. Loài này phân bố ở vùng Tân Bắc giới.